# North Omaha
North Omaha é uma comunidade em Omaha, Nebraska, Estados Unidos da América.